# Pterocryptus flavonotatus
Pterocryptus flavonotatus là một loài tò vò trong họ Ichneumonidae.